# Mun Cshangdzsin
Moon Chang-jin (1993. július 12. –) dél-koreai labdarúgó, jelenleg a Gangwon FC játékosa.

## Eredményei, díjai
- Koreai kupa (2012, 2013)
- Dél-koreai labdarúgó-bajnokság (2013)
- U19-es Ázsia-bajnokság (2012)